# Udstillingshuset Rytterskolen
Det tidligere Brønshøj Museum på Brønshøj Torv var en del af Københavns Museum. Det hedder nu Udstillingshuset Rytterskolen. Selve bygningerne har tidligere rummet en gammel Rytterskole. Brønshøj Museum rummede mange informationer fra svenskekrigene 1658-1660. København blev belejret fra højen Carlstad opkaldt efter Carl X Gustav også kaldet Karl 10. Gustav af Sverige. Carlstad er det vi i dag kalder Brønshøj.
Det lykkedes ikke at erobre København. Carlstads indbyggere var landsknægte og deres familier, samt svenskere, polakker, tyskere, baltere og finner. I de underjordiske sikringsrum på Brønshøj Torv kunne man i museets tid bese en permanent udstilling om, hvad der skete omkring København i årene 1658-1660.

## Brand
Brønshøj Museum blev natten mellem 21.-22. august 2010 hærget af en voldsom brand, der tog fat i museets stråtag.
Efter en omfattende restaurering, der blev færdig i foråret 2011, afstod Københavns Bymuseum Brønshøj Museum til daglig administration af Kulturhuset Pilegården i den lokale kulturenhed 2700Kultur, der administrer biblioteker og kulturhuse i Brønshøj, Husum og Tingbjerg. Overdragelsen skete med virkning fra  1.maj 2011 og navnet på bygningen ændredes til Rytterskolen.
Den 1. januar 2012 var kulturhuset Pilegården og 2700Kultur blevet opsamlet af Kultur Nord som er navnet på kulturenheden for biblioteker og kulturhuse i Brønshøj, Husum og Nord Vest.
Rytterskolen brugtes i 2011-16 primært til kunstudstillinger, kulturbegivenheder, enkeltarrangementer og lignende. Rytterskolen husede også den genetablerede Carlstad-udstilling nu på 1. sal. Med 18 scenarier og 300 forskellige figurer i størrelsesforholdet 1:32 fortalte udstillingen om en af Danmarkshistoriens mest dramatiske perioder 1658-60 hvor Carlstad og dermed Brønshøj lagde jord til den svenske hær under belejringen af København.
Brønshøj Museums billeder og genstande blev hjemtaget til registrering af Københavns Museum der efterfølgende lader de bevarings egnede genstande indgå i museets permanente samling.

## Ekstern henvisning
- Rytterskolen

55°42′13.98″N 12°29′52.76″Ø / 55.7038833°N 12.4979889°Ø